# Ла (тибетская буква)

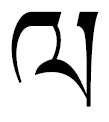

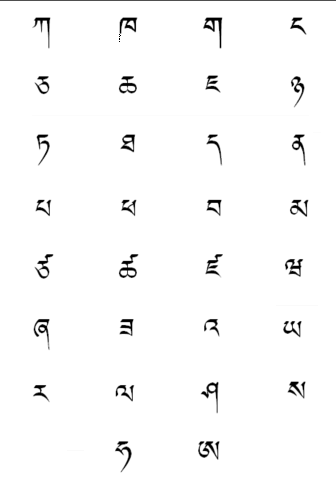

Ла — 26-я буква тибетского алфавита. В букваре ассоциируется со словом «ла» — горный перевал (см. Нату-Ла, Нангпа-Ла). В слоге может быть центральной слогообразующей буквой, суффиксом, подписной буквой и надписной.
Числовое соответствие: Ла — 26, Ли — 56, Лу — 86, Лэ — 116, Ло — 146.

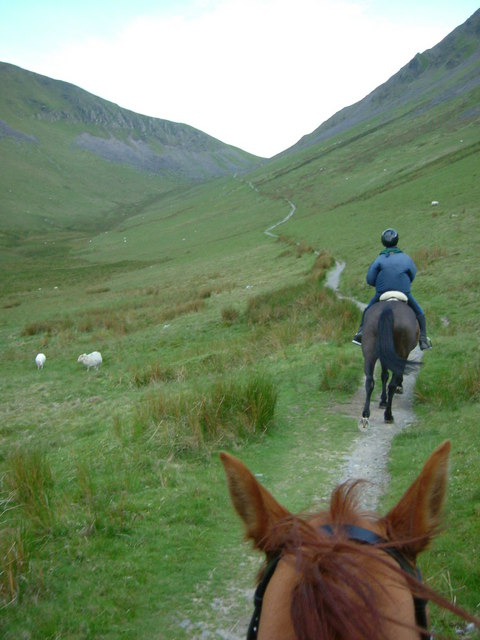
Ла — горный перевал
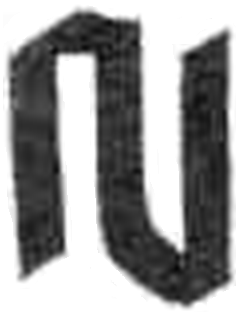
Ла умэ

## Ла суффикс
Ла — одна из десяти букв, которая может находиться в финале слога. В лхасском диалекте может палатализировать (смягчать) гласный звук слога.

## Латак
Ла подписная (вайли La btags) меняет произношение центральной слогообразующей буквы на «ла».

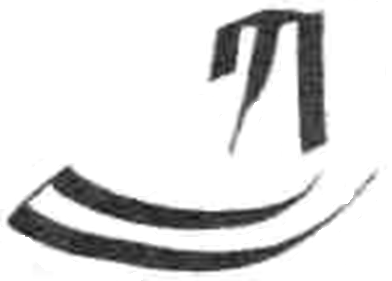
Калатала умэ —

## Лаго
Ла надписная (лаго) не оказывает заметного воздействия на произношение основной буквы.

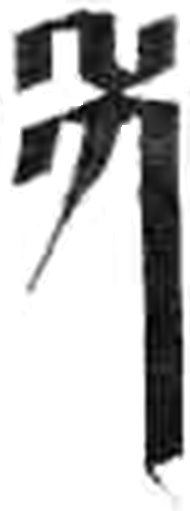
Лакатака умэ

## Ладён
Ладён — частица разговорного языка, имеющая несколько грамматических функций, а также группа частиц, называемых ладёнами (похожие на частицу «ла»).